# Velîka Borovîțea, Bilohirea
Velîka Borovîțea (în ucraineană Велика Боровиця) este localitatea de reședință a comunei Velîka Borovîțea din raionul Bilohirea, regiunea Hmelnîțkîi, Ucraina.

## Demografie
Componența lingvistică a localității Velîka Borovîțea
     Ucraineană (99,8%)
     Alte limbi (0,2%)
Conform recensământului din 2001, majoritatea populației localității Velîka Borovîțea era vorbitoare de ucraineană (99,8%), existând în minoritate și vorbitori de alte limbi.